# 埃罗
埃罗（西班牙語：Erro）是西班牙纳瓦拉的一个市镇。总面积144平方公里，总人口775人（2001年），人口密度5人/平方公里。